# William F. Quinn

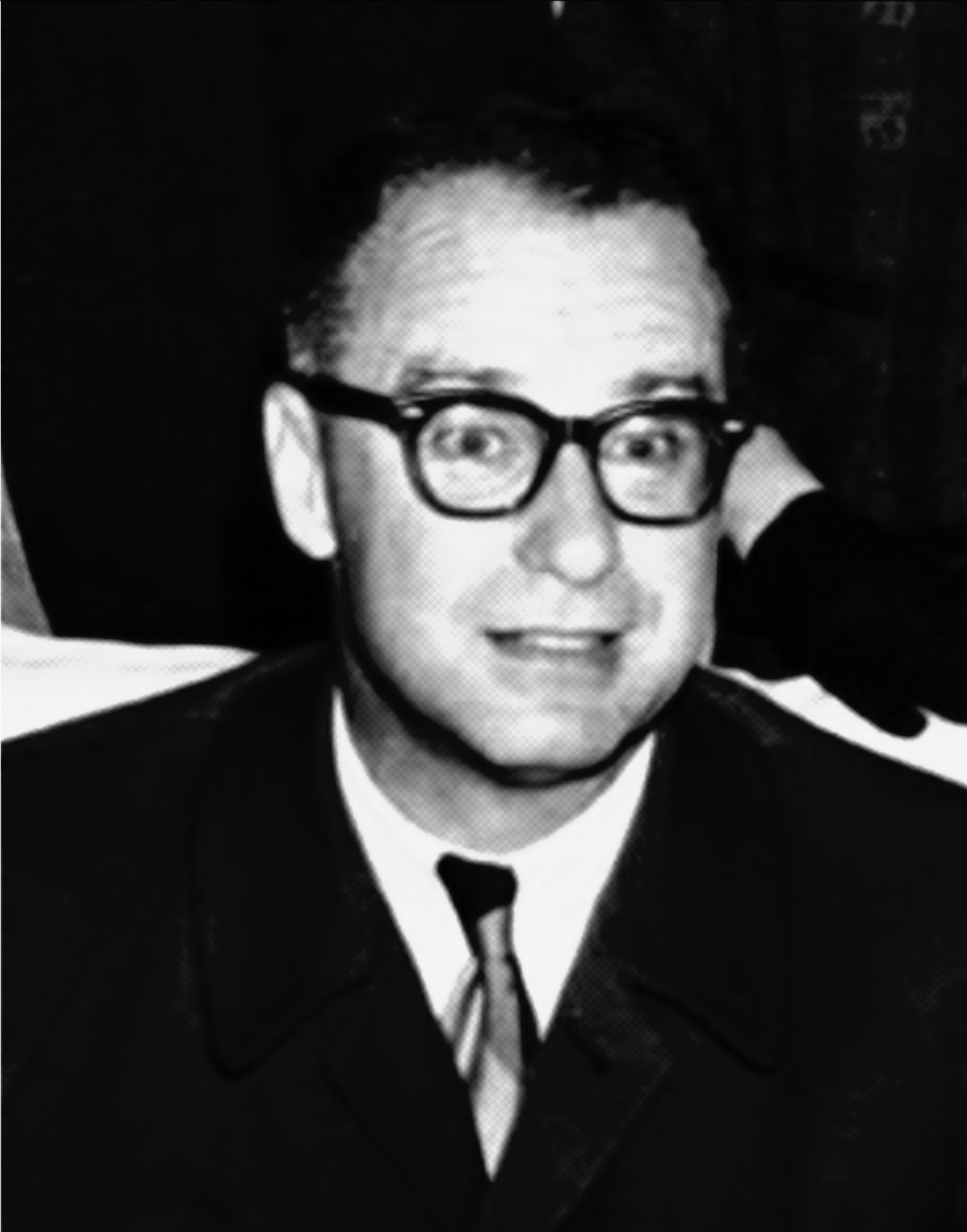
Willian F. Quinn

William Francis Quinn (* 13. Juli 1919 in Rochester, New York; † 28. August 2006 in Honolulu, Hawaii) war ein US-amerikanischer Politiker. Er amtierte von 1957 bis 1959 als letzter Gouverneur des Hawaii-Territoriums und anschließend ab dem 21. August 1959 als erster Gouverneur des 50. US-Bundesstaates Hawaii. Quinn gehörte der Republikanischen Partei an. Seine Amtszeit dauerte von 1959 bis 1962; sein Nachfolger wurde John A. Burns.

## Leben
William Quinn besuchte die St. Louis University und graduierte dort 1940. Anschließend ging er auf die Harvard Law School, wo er sieben Jahre später seinen Abschluss machte. Zwischenzeitlich diente er während des Zweiten Weltkriegs zuerst im Dienstgrad eines Fähnrichs (Ensign) in der US Navy und später als Kapitänleutnant (Lieutenant Commander) beim Flottennachrichtendienst im Südpazifik. Nach seinem Militärdienst zog er nach Hawaii und ging in Honolulu einer Tätigkeit als Rechtsanwalt nach.
Quinn entschloss sich dann 1956, eine politische Laufbahn einzuschlagen und wurde Mitglied der Hawaii Statehood Commission. Ferner war er Mitglied des Harbor Board und wurde 1957 zu Hawaiis Territorialgouverneur gewählt. Nach der Aufnahme von Hawaii als 50. Bundesstaat in die Union wurde Quinn zum ersten Gouverneur dieses neuen Staates gewählt. Während seiner Amtszeit betreute er den staatlichen Wandel, mit seiner staatlichen Vermittlung führte er die neuen Strategien ein und delegierte die Zuständigkeiten. Die Landforderungen, der Tourismus, die Landwirtschaftsentwicklung, die Wohlfahrtsprogramme und die Gewerkschaftsstreitigkeiten in der Ananasbranche waren Kernpunkte, die während seiner Amtszeit angesprochen wurden.
Nach seinem erfolglosen Anlauf für eine weitere Amtszeit 1962 kehrte Quinn zu seiner Tätigkeit als Anwalt zurück. Ferner war er zwischen 1965 und 1972 Präsident der Dole Pineapple Company, kandidierte 1976 erfolglos gegen Spark Matsunaga für den US-Senat und zog sich dann aus der aktiven Politik zurück.
Im März 2006 verletzte sich Quinn bei einem Sturz und starb schließlich im August desselben Jahres. Er wurde auf dem National Memorial Cemetery of the Pacific bestattet.